# Canon de campagne M1944 de 100 mm (BS-3)
Pour les articles homonymes, voir Canon de 100 mm.
Le canon de campagne de 100 mm M1944 (BS-3) (russe : 100-мм полевая пушка обр. 1944 г. (БС-3)) est un Canon anti-char soviétique.

## Historique

### Développement

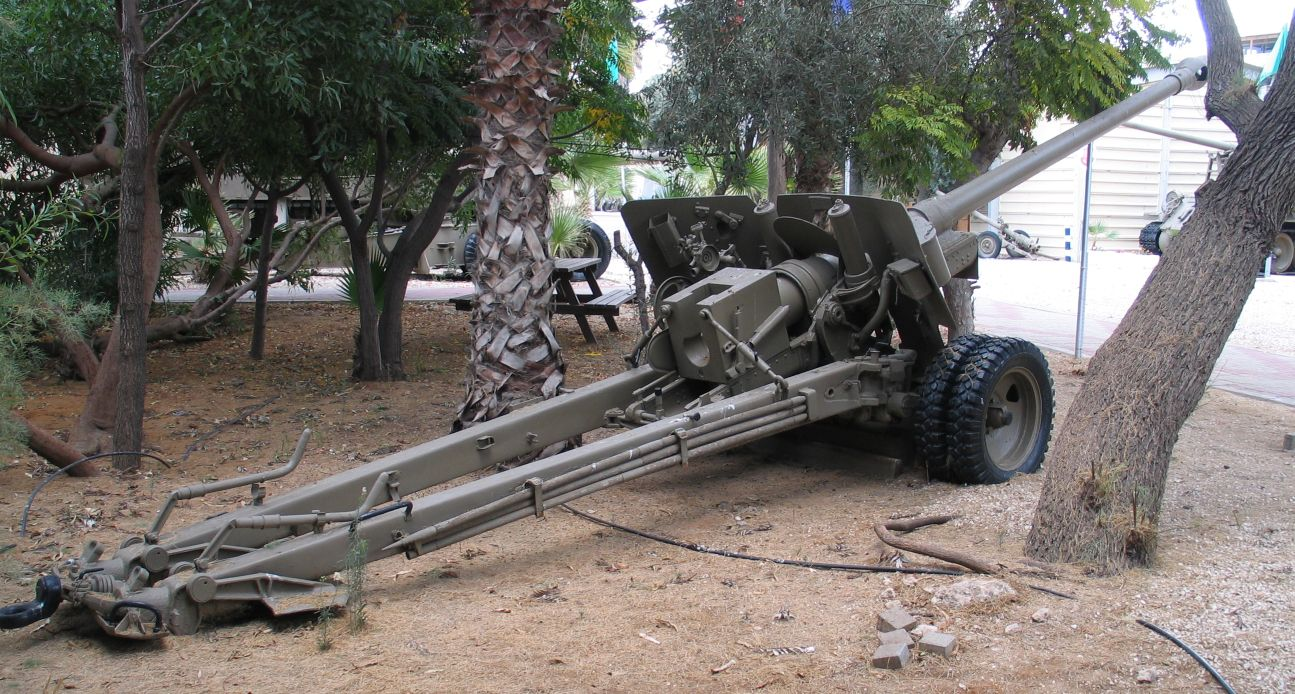
BS-3 au musée de l'Armée israélienne.

Le BS-3 est basé sur le canon naval B-34. L'équipe de développement était menée par V. G. Grabine.

### Seconde Guerre mondiale
Pendant la Seconde Guerre mondiale, l'Armée rouge employa le BS-3 dans les brigades d'artillerie légères des armées de chars (20 pièces avec 48 ZiS-3) et par les corps d'artillerie. Le BS-3 était utilisé efficacement comme canon antichar. Il était capable de détruire tous les chars contemporains à longue distance, excepté le Tigre II qu'il ne pouvait détruire qu'à moins de 1 600 m. Ce canon fut  aussi utilisé comme canon de campagne bien que moins puissant que le 122 mm A-19 à cause de son calibre inférieur, il  était plus mobile et avait une cadence de tir plus élevée.

### Depuis la Seconde Guerre mondiale
Le BS-3 resta en  service durant les années 1950. À partir de 1955, il commença à être remplacé dans l'armée soviétique par le MT-12 Rapira et le canon antichar de 85 mm D-48 (en). quelques BS-3 seraient toujours stockés dans les arsenaux de l'armée russe . En 2012, au moins 12 BS-3 étaient toujours en service dans  la 18e division d'artillerie  de mitrailleuse (en), dédiés à la défense des îles Kouriles.
Durant la Guerre russo-ukrainienne (depuis 2014) les deux camps utilisent des canons antichars. L'utilisation du MT-12 Rapira est bien documentée, mais l'armée ukrainienne a aussi employé le BS-3. Au moins trois de ces canons furent détruits ou saisis par les forces russes durant la première phase de l'invasion de 2022. En septembre 2023, le service des garde-frontières ukrainien a publié des images d'équipages de BS-3 tirant sur des positions russes.

## Opérateurs
De nombreux pays et organisations ont utilisé ou utilisent ce canon, parmi lesquels :
- Afghanistan : 250 commandés à l'URSS en 1958 et reçu entre 1959 et 1962[5].
- Allemagne de l'Est : 144 commandés à l'URSS en 1956 et reçus entre 1956 et 1958[5].
- Bulgarie : 50 commandés à l'URSS en 1949 et reçus entre 1951 et 1952[5].
- Chine[6]
- République populaire du Congo : 10 commandés en 1970 et  reçus en 1971[7],[5].
- République démocratique du Congo : 10[7]
- Corée du Nord : 500 commandés à l'URSS en 1949 et reçus entre 1950 et 1953[5].
- Chypre : 10 commandés à l'URSS en 1965 et reçus la même année[5].
- Égypte : 100 commandés à l'URSS en 1960 et reçus entre 1961 et 1965[5].
- Éthiopie[7]
- Hongrie[6]
- Inde : 350 commandés à l'URSS en 1965 et reçus entre 1966 et 1969[5]
- Kirghizistan : 18[7]
- Forces libanaises : 18 commandés à Israël en 1987 et reçus la même année[5].
- Liberia : 8 commandés à la Roumanie en 1986 et reçus en 1987[5].
- Mali : 6 commandés à l'URSS en 1981 et reçus la même année[5].
- Mongolie : 25 commandés à l'URSS en 1965 et reçus la même année[5],[7].
- Mozambique : 20 commandés à l'URSS en 1979 et reçus la même année[5],[7].
- Nicaragua : 24 commandés à 'URSS en 1985 et reçus la même année[5],[7].
- Pologne[6]
- Roumanie[6]
- Russie
- Somalie : 25 commandés à l'URSS en 1974 et reçus la même année[5].
- Soudan : 20 commandés à l'URSS en 1973 et reçus en 1974[5].
- Syrie : 300 commandés à l'URSS en 1967 et reçus entre 1967 et 1970[5].
- Timor oriental
- Ukraine : Remis en service pendant l'invasion de l'Ukraine par la Russie en 2022[4],[1],[8].
- Union soviétique : Transmis aux différentes républiques après la dissolution de l'URSS.
- Viêt Nam : 250 commandés à l'URSS en 1960 et reçus entre 1960 et 1961[5].
- Yémen : 20[7]

## Reférences
- Shunkov V. N. - The Weapons of the Red Army, Mn. Harvest, 1999 (Шунков В. Н. - Оружие Красной Армии. — Мн.: Харвест, 1999.)  (ISBN 985-433-469-4)
- Christopher F. Foss, Artillery of the World